# Estadio de Humboldt y Padilla
El Estadio Chacarita Juniors, conocido popularmente como Humboldt y Padilla o simplemente Humboldt, fue un recinto deportivo propiedad del club homónimo, ubicado en la ciudad de Buenos Aires, Argentina. Se situaba en Humboldt 300, en el barrio de Villa Crespo, donde actualmente se emplaza el estadio León Kolbowski del Club Atlético Atlanta, su clásico rival.
Fue inaugurado el 19 de febrero de 1933 en un partido amistoso entre Chacarita Juniors y Nacional de Uruguay, que finalizó 3–1 a favor del equipo local. A falta de un nombre oficial, fue conocido por la intersección de sus calles lindantes. La denominación «Humboldt y Padilla» se asocia, no obstante, tanto a este estadio como al inaugurado el 12 de abril de 1925, ubicado a una cuadra de distancia, y al antiguo estadio del Club Atlético Atlanta, situado en Humboldt 430, donde actualmente se encuentra el Movistar Arena.

## Historia

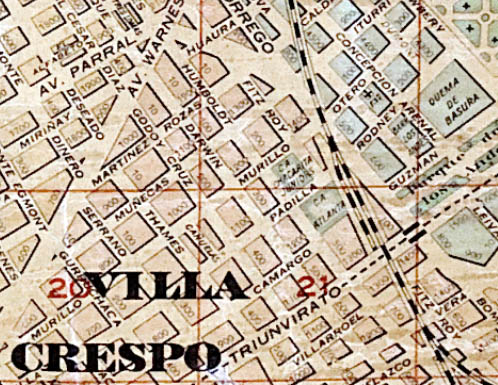
Antiguo mapa del barrio de Villa Crespo con los viejos estadios de Chacarita Juniors y Atlanta.

En sus primeros años, la necesidad de un lugar para instalar su campo de juego fue un desafío significativo para el Club Atlético Chacarita Juniors. En 1907, la comisión directiva decidió aprovechar un terreno baldío ubicado entre las avenidas Federico Lacroze y Álvarez Thomas. Los jóvenes del club alambraron el espacio y construyeron una pequeña casilla, marcando el primer estadio en la historia del club. Sin embargo, este predio fue expropiado por la municipalidad para construir una calle, y en cuestión de días, una camioneta de la Policía desmanteló las instalaciones, terminando con la efímera estadía del club en ese lugar.
En 1925, Chacarita Juniors comenzó la construcción de su primera cancha oficial, situada en la manzana delimitada por las calles Humboldt, Murillo, Padilla y Darwin. Las obras se prolongaron durante dos años, y la participación de jugadores, dirigentes y simpatizantes fue clave debido a los limitados recursos económicos del club. Este estadio se inauguró en 1925 y fue un paso importante en la consolidación del club en el fútbol argentino. Con el crecimiento de Chacarita, la capacidad del estadio pronto resultó insuficiente. Por esta razón, en 1933, el club inauguró una nueva cancha con capacidad para 35.000 espectadores, en la misma zona, entre Humboldt, Murillo, Padilla y las vías del Ferrocarril Buenos Aires al Pacífico. La inauguración fue una fiesta, con más de 18.000 personas presentes y un amistoso ante Nacional de Uruguay, que Chacarita ganó 3-0.
En los años siguientes, ya consolidado en la Primera División, Chacarita Juniors afrontó un cambio crucial. En 1942, después de un desempeño destacado tras su ascenso, el club se vio obligado a abandonar su estadio en Villa Crespo. Este predio, al igual que el de su clásico rival, Atlanta, era alquilado. A finales de 1943, debido a atrasos en el pago del alquiler, la comisión directiva de Atlanta, junto a socios del club, compró los terrenos al propietario original, lo que derivó en disputas legales. Finalmente, en 1944, Chacarita fue desalojado de ese espacio. Desde entonces, en el lugar se encuentra el estadio León Kolbowski de Atlanta, mientras que en el predio donde estaba el estadio bohemio se construyó su sede social. El último partido disputado en el estadio de Chacarita Juniors en Villa Crespo fue el 16 de diciembre de 1944, un encuentro entre Colegiales y Temperley.
Tras el desalojo, Chacarita Juniors se trasladó a San Martín, donde adquirió un terreno para la construcción de su nuevo estadio. Este cambio marcó el inicio de una nueva etapa en la historia del club, estableciendo su vínculo con esa localidad, donde continúa desarrollando su identidad deportiva y cultural.